# 21e étape du Tour de France 2020
Pour un article plus général, voir Tour de France 2020.
La 21e et dernière étape du Tour de France 2020 se déroule le dimanche 20 septembre 2020, entre Mantes-la-Jolie et Paris, sur une distance de 122 kilomètres.

## Parcours
L'étape propose un profil plat, tracée à travers les départements des Yvelines, des Hauts-de-Seine et de la ville de Paris. La côte de Beulle, franchie au km 13,5 et classée en 4e catégorie, constitue l'unique difficulté répertoriée du parcours. Le premier passage sur la ligne d'arrivée de l'avenue des Champs-Élysées est situé à 55 km de l'arrivée. L'arrivée est jugée après huit tours de circuit.

## Déroulement de la course
Sam Bennett gagne au sprint la dernière étape, devançant Mads Pedersen et Peter Sagan. En tête au départ de l'étape, le champion d'Irlande s'adjuge logiquement le classement par points. Les différents favoris arrivent ensemble au sein du peloton. Tadej Pogačar remporte ainsi officiellement son premier Grand Tour, en plus du classement de la montagne et le classement du meilleur jeune. Il devient ainsi le premier slovène vainqueur du Tour de France. Un an après la victoire d'Egan Bernal, qui était devenu le plus jeune vainqueur de l'après-guerre, le slovène devient le nouveau plus jeune vainqueur de la Grande boucle de l'après guerre, et même le 2e plus jeune gagnant de toute l'histoire. Pogačar devance au classement général final Primož Roglič, dont il s'agit de son 3e podium consécutif sur un Grand Tour (3e du Tour d'Italie et 1er du Tour d'Espagne en 2019), et Richie Porte, qui obtient là son premier podium sur une épreuve de trois semaines. En ayant notamment placé trois coureurs dans le Top 20 (Enric Mas, Alejandro Valverde et Carlos Verona), la formation Movistar remporte le classement par équipes pour la 5e fois en six éditions.

## Résultats

### Classement de l'étape
| Classement de la 21e étape | Classement de la 21e étape | Classement de la 21e étape | Classement de la 21e étape | Classement de la 21e étape |
|                            | Coureur                    | Pays                       | Équipe                     | Temps                      |
| -------------------------- | -------------------------- | -------------------------- | -------------------------- | -------------------------- |
| 1er                        | Sam Bennett                | Irlande                    | Deceuninck-Quick Step      | en 2 h 53 min 52 s         |
| 2e                         | Mads Pedersen              | Danemark                   | Trek-Segafredo             | + 0 s                      |
| 3e                         | Peter Sagan                | Slovaquie                  | Bora-Hansgrohe             | + 0 s                      |
| 4e                         | Alexander Kristoff         | Norvège                    | UAE Emirates               | + 0 s                      |
| 5e                         | Elia Viviani               | Italie                     | Cofidis                    | + 0 s                      |
| 6e                         | Wout van Aert              | Belgique                   | Jumbo-Visma                | + 0 s                      |
| 7e                         | Caleb Ewan                 | Australie                  | Lotto-Soudal               | + 0 s                      |
| 8e                         | Hugo Hofstetter            | France                     | Israel Start-Up Nation     | + 0 s                      |
| 9e                         | Bryan Coquard              | France                     | B&B Hotels-Vital Concept   | + 0 s                      |
| 10e                        | Max Walscheid              | Allemagne                  | NTT Pro Cycling            | + 0 s                      |
| modifier                   |                            |                            |                            |                            |

### Points attribués
| Sprint intermédiaire Paris - Haut des Champs-Élysées - 3e passage sur la ligne (km 82,5) | Sprint intermédiaire Paris - Haut des Champs-Élysées - 3e passage sur la ligne (km 82,5) | Sprint intermédiaire Paris - Haut des Champs-Élysées - 3e passage sur la ligne (km 82,5) | Sprint intermédiaire Paris - Haut des Champs-Élysées - 3e passage sur la ligne (km 82,5) | Sprint intermédiaire Paris - Haut des Champs-Élysées - 3e passage sur la ligne (km 82,5) |
| ---------------------------------------------------------------------------------------- | ---------------------------------------------------------------------------------------- | ---------------------------------------------------------------------------------------- | ---------------------------------------------------------------------------------------- | ---------------------------------------------------------------------------------------- |
|                                                                                          | Coureur                                                                                  | Pays                                                                                     | Équipe                                                                                   | Point(s)                                                                                 |
| 1er                                                                                      | Maximilian Schachmann                                                                    | Allemagne                                                                                | Bora-Hansgrohe                                                                           | 20                                                                                       |
| 2e                                                                                       | Greg Van Avermaet                                                                        | Belgique                                                                                 | CCC                                                                                      | 17                                                                                       |
| 3e                                                                                       | Pierre-Luc Périchon                                                                      | France                                                                                   | Cofidis                                                                                  | 15                                                                                       |
| 4e                                                                                       | Connor Swift                                                                             | Royaume-Uni                                                                              | Arkéa-Samsic                                                                             | 13                                                                                       |
| 5e                                                                                       | Sam Bennett                                                                              | Irlande                                                                                  | Deceuninck-Quick Step                                                                    | 11                                                                                       |
| 6e                                                                                       | Matteo Trentin                                                                           | Italie                                                                                   | CCC                                                                                      | 10                                                                                       |
| 7e                                                                                       | Michael Mørkøv                                                                           | Danemark                                                                                 | Deceuninck-Quick Step                                                                    | 9                                                                                        |
| 8e                                                                                       | Kasper Asgreen                                                                           | Danemark                                                                                 | Deceuninck-Quick Step                                                                    | 8                                                                                        |
| 9e                                                                                       | Tony Martin                                                                              | Allemagne                                                                                | Jumbo-Visma                                                                              | 7                                                                                        |
| 10e                                                                                      | Marc Hirschi                                                                             | Suisse                                                                                   | Sunweb                                                                                   | 6                                                                                        |
| 11e                                                                                      | Dries Devenyns                                                                           | Belgique                                                                                 | Deceuninck-Quick Step                                                                    | 5                                                                                        |
| 12e                                                                                      | Rémi Cavagna                                                                             | France                                                                                   | Deceuninck-Quick Step                                                                    | 4                                                                                        |
| 13e                                                                                      | Primož Roglič                                                                            | Slovénie                                                                                 | Jumbo-Visma                                                                              | 3                                                                                        |
| 14e                                                                                      | Daniel Oss                                                                               | Italie                                                                                   | Bora-Hansgrohe                                                                           | 2                                                                                        |
| 15e                                                                                      | George Bennett                                                                           | Nouvelle-Zélande                                                                         | Jumbo-Visma                                                                              | 1                                                                                        |
| modifier                                                                                 |                                                                                          |                                                                                          |                                                                                          |                                                                                          |

| Arrivée d'étape Paris - Champs-Élysées - 9e passage sur la ligne d'arrivée (km 122,5) | Arrivée d'étape Paris - Champs-Élysées - 9e passage sur la ligne d'arrivée (km 122,5) | Arrivée d'étape Paris - Champs-Élysées - 9e passage sur la ligne d'arrivée (km 122,5) | Arrivée d'étape Paris - Champs-Élysées - 9e passage sur la ligne d'arrivée (km 122,5) | Arrivée d'étape Paris - Champs-Élysées - 9e passage sur la ligne d'arrivée (km 122,5) |
| ------------------------------------------------------------------------------------- | ------------------------------------------------------------------------------------- | ------------------------------------------------------------------------------------- | ------------------------------------------------------------------------------------- | ------------------------------------------------------------------------------------- |
|                                                                                       | Coureur                                                                               | Pays                                                                                  | Équipe                                                                                | Point(s)                                                                              |
| 1er                                                                                   | Sam Bennett                                                                           | Irlande                                                                               | Deceuninck-Quick Step                                                                 | 50                                                                                    |
| 2e                                                                                    | Mads Pedersen                                                                         | Danemark                                                                              | Trek-Segafredo                                                                        | 30                                                                                    |
| 3e                                                                                    | Peter Sagan                                                                           | Slovaquie                                                                             | Bora-Hansgrohe                                                                        | 20                                                                                    |
| 4e                                                                                    | Alexander Kristoff                                                                    | Norvège                                                                               | UAE Emirates                                                                          | 18                                                                                    |
| 5e                                                                                    | Elia Viviani                                                                          | Italie                                                                                | Cofidis                                                                               | 16                                                                                    |
| 6e                                                                                    | Wout van Aert                                                                         | Belgique                                                                              | Jumbo-Visma                                                                           | 14                                                                                    |
| 7e                                                                                    | Caleb Ewan                                                                            | Australie                                                                             | Lotto-Soudal                                                                          | 12                                                                                    |
| 8e                                                                                    | Hugo Hofstetter                                                                       | France                                                                                | Israel Start-Up Nation                                                                | 10                                                                                    |
| 9e                                                                                    | Bryan Coquard                                                                         | France                                                                                | B&B Hotels-Vital Concept                                                              | 8                                                                                     |
| 10e                                                                                   | Max Walscheid                                                                         | Allemagne                                                                             | NTT Pro Cycling                                                                       | 7                                                                                     |
| 11e                                                                                   | Sonny Colbrelli                                                                       | Italie                                                                                | Bahrain-McLaren                                                                       | 6                                                                                     |
| 12e                                                                                   | Edvald Boasson Hagen                                                                  | Norvège                                                                               | NTT Pro Cycling                                                                       | 5                                                                                     |
| 13e                                                                                   | Luka Mezgec                                                                           | Slovénie                                                                              | Mitchelton-Scott                                                                      | 4                                                                                     |
| 14e                                                                                   | Niccolò Bonifazio                                                                     | Italie                                                                                | Total Direct Énergie                                                                  | 3                                                                                     |
| 15e                                                                                   | Clément Russo                                                                         | France                                                                                | Arkéa-Samsic                                                                          | 2                                                                                     |
| modifier                                                                              |                                                                                       |                                                                                       |                                                                                       |                                                                                       |

|   | \| \| Coureur \| Pays \| Équipe \| Secondes \| \| - \| ------------- \| --------- \| --------------------- \| -------- \| \| 1 \| Sam Bennett \| Irlande \| Deceuninck-Quick Step \| 10 s \| \| 2 \| Mads Pedersen \| Danemark \| Trek-Segafredo \| 6 s \| \| 3 \| Peter Sagan \| Slovaquie \| Bora-Hansgrohe \| 4 s \| |           |                       |          |
|   | Coureur | Pays      | Équipe                | Secondes |
| 1 | Sam Bennett | Irlande   | Deceuninck-Quick Step | 10 s     |
| 2 | Mads Pedersen | Danemark  | Trek-Segafredo        | 6 s      |
| 3 | Peter Sagan | Slovaquie | Bora-Hansgrohe        | 4 s      |

### Cols et côtes
| \| Côte de Beulle (km 13,5) 4e catégorie (2,3 km à 3,6%) \| Côte de Beulle (km 13,5) 4e catégorie (2,3 km à 3,6%) \| Côte de Beulle (km 13,5) 4e catégorie (2,3 km à 3,6%) \| Côte de Beulle (km 13,5) 4e catégorie (2,3 km à 3,6%) \| Côte de Beulle (km 13,5) 4e catégorie (2,3 km à 3,6%) \| \| ----------------------------------------------------- \| ----------------------------------------------------- \| ----------------------------------------------------- \| ----------------------------------------------------- \| ----------------------------------------------------- \| \| \| Coureur \| Pays \| Équipe \| Point(s) \| \| 1er \| Clément Russo \| France \| Arkéa-Samsic \| 1 \| \| modifier \| \| \| \| \| |               |        |              |          |
| Côte de Beulle (km 13,5) 4e catégorie (2,3 km à 3,6%) |               |        |              |          |
| | Coureur       | Pays   | Équipe       | Point(s) |
| 1er | Clément Russo | France | Arkéa-Samsic | 1        |
| modifier |               |        |              |          |

### Prix de la combativité
Le prix de la combativité n'est pas décerné dans le cadre de la dernière étape.
Le suisse Marc Hirschi est récompensé par le prix du super-combatif au terme de ce Tour.

## Classements à l'issue de l'étape

### Classement général
| Classement général | Classement général | Classement général | Classement général | Classement général  |
|                    | Coureur            | Pays               | Équipe             | Temps               |
| ------------------ | ------------------ | ------------------ | ------------------ | ------------------- |
| 1er                | Tadej Pogačar      | Slovénie           | UAE Emirates       | en 84 h 26 min 33 s |
| 2e                 | Primož Roglič      | Slovénie           | Jumbo-Visma        | + 59 s              |
| 3e                 | Richie Porte       | Australie          | Trek-Segafredo     | + 3 min 30 s        |
| 4e                 | Mikel Landa        | Espagne            | Bahrain-McLaren    | + 5 min 58 s        |
| 5e                 | Enric Mas          | Espagne            | Movistar           | + 6 min 7 s         |
| 6e                 | Miguel Ángel López | Colombie           | Astana             | + 6 min 47 s        |
| 7e                 | Tom Dumoulin       | Pays-Bas           | Jumbo-Visma        | + 7 min 48 s        |
| 8e                 | Rigoberto Urán     | Colombie           | EF Pro Cycling     | + 8 min 2 s         |
| 9e                 | Adam Yates         | Royaume-Uni        | Mitchelton-Scott   | + 9 min 25 s        |
| 10e                | Damiano Caruso     | Italie             | Bahrain-McLaren    | + 14 min 3 s        |
| modifier           |                    |                    |                    |                     |

| Classement par points | Classement par points | Classement par points | Classement par points    | Classement par points |
| --------------------- | --------------------- | --------------------- | ------------------------ | --------------------- |
|                       | Coureur               | Pays                  | Équipe                   | Point(s)              |
| 1er                   | Sam Bennett           | Irlande               | Deceuninck-Quick Step    | 380 points            |
| 2e                    | Peter Sagan           | Slovaquie             | Bora-Hansgrohe           | 284 pts               |
| 3e                    | Matteo Trentin        | Italie                | CCC                      | 260 pts               |
| 4e                    | Bryan Coquard         | France                | B&B Hotels-Vital Concept | 181 pts               |
| 5e                    | Wout van Aert         | Belgique              | Jumbo-Visma              | 174 pts               |
| 6e                    | Caleb Ewan            | Australie             | Lotto-Soudal             | 170 pts               |
| 7e                    | Julian Alaphilippe    | France                | Deceuninck-Quick Step    | 150 pts               |
| 8e                    | Tadej Pogačar         | Slovénie              | UAE Emirates             | 143 pts               |
| 9e                    | Søren Kragh Andersen  | Danemark              | Sunweb                   | 138 pts               |
| 10e                   | Michael Mørkøv        | Danemark              | Deceuninck-Quick Step    | 138 pts               |
| modifier              |                       |                       |                          |                       |

| Classement du meilleur grimpeur | Classement du meilleur grimpeur | Classement du meilleur grimpeur | Classement du meilleur grimpeur | Classement du meilleur grimpeur |
| ------------------------------- | ------------------------------- | ------------------------------- | ------------------------------- | ------------------------------- |
|                                 | Coureur                         | Pays                            | Équipe                          | Point(s)                        |
| 1er                             | Tadej Pogačar                   | Slovénie                        | UAE Emirates                    | 82 points                       |
| 2e                              | Richard Carapaz                 | Équateur                        | Ineos Grenadiers                | 74 pts                          |
| 3e                              | Primož Roglič                   | Slovénie                        | Jumbo-Visma                     | 67 pts                          |
| 4e                              | Marc Hirschi                    | Suisse                          | Sunweb                          | 62 pts                          |
| 5e                              | Miguel Ángel López              | Colombie                        | Astana                          | 51 pts                          |
| 6e                              | Benoît Cosnefroy                | France                          | AG2R La Mondiale                | 36 pts                          |
| 7e                              | Pierre Rolland                  | France                          | B&B Hotels-Vital Concept        | 36 pts                          |
| 8e                              | Richie Porte                    | Australie                       | Trek-Segafredo                  | 36 pts                          |
| 9e                              | Nans Peters                     | France                          | AG2R La Mondiale                | 32 pts                          |
| 10e                             | Lennard Kämna                   | Allemagne                       | Bora-Hansgrohe                  | 27 pts                          |
| modifier                        |                                 |                                 |                                 |                                 |

| Classement général du meilleur jeune | Classement général du meilleur jeune | Classement général du meilleur jeune | Classement général du meilleur jeune | Classement général du meilleur jeune |
|                                      | Coureur                              | Pays                                 | Équipe                               | Temps                                |
| ------------------------------------ | ------------------------------------ | ------------------------------------ | ------------------------------------ | ------------------------------------ |
| 1er                                  | Tadej Pogačar                        | Slovénie                             | UAE Emirates                         | en 87 h 20 min 5 s                   |
| 2e                                   | Enric Mas                            | Espagne                              | Movistar                             | + 6 min 7 s                          |
| 3e                                   | Valentin Madouas                     | France                               | Groupama-FDJ                         | + 1 h 42 min 43 s                    |
| 4e                                   | Daniel Felipe Martínez               | Colombie                             | EF Pro Cycling                       | + 1 h 55 min 12 s                    |
| 5e                                   | Lennard Kämna                        | Allemagne                            | Bora-Hansgrohe                       | + 2 h 15 min 39 s                    |
| 6e                                   | Harold Tejada                        | Colombie                             | Astana                               | + 2 h 37 min 2 s                     |
| 7e                                   | Niklas Eg                            | Danemark                             | Trek-Segafredo                       | + 2 h 50 min 4 s                     |
| 8e                                   | Marc Hirschi                         | Suisse                               | Sunweb                               | + 2 h 54 min 34 s                    |
| 9e                                   | Neilson Powless                      | États-Unis                           | EF Pro Cycling                       | + 3 h 3 min 9 s                      |
| 10e                                  | Pavel Sivakov                        | Russie                               | Ineos Grenadiers                     | + 4 h 15 min 38 s                    |
| modifier                             |                                      |                                      |                                      |                                      |

| Classement par équipes | Classement par équipes | Classement par équipes | Classement par équipes |
|                        | Équipe                 | Pays                   | Temps                  |
| ---------------------- | ---------------------- | ---------------------- | ---------------------- |
| 1re                    | Movistar               | Espagne                | en 262 h 14 min 58 s   |
| 2e                     | Jumbo-Visma            | Pays-Bas               | + 18 min 31 s          |
| 3e                     | Bahrain-McLaren        | Bahreïn                | + 57 min 10 s          |
| 4e                     | EF Pro Cycling         | États-Unis             | + 1 h 16 min 43 s      |
| 5e                     | Ineos Grenadiers       | Royaume-Uni            | + 1 h 32 min 1 s       |
| 6e                     | Trek-Segafredo         | États-Unis             | + 1 h 39 min 39 s      |
| 7e                     | Astana                 | Kazakhstan             | + 1 h 47 min 15 s      |
| 8e                     | AG2R La Mondiale       | France                 | + 2 h 58 min 47 s      |
| 9e                     | UAE Emirates           | Émirats arabes unis    | + 3 h 6 min 46 s       |
| 10e                    | Mitchelton-Scott       | Australie              | + 3 h 25 min 10 s      |
| modifier               |                        |                        |                        |

## Abandon(s)
Aucun abandon.